# Dům U zlatého křížku (Plzeň)
Dům U zlatého křížku je řadový městský dům, umístěný ve východní frontě domů na náměstí Republiky v Plzni.

## Historie
Dům vznikl na místě dvou původně středověkých domů (jeden z nich byl v letech 1415–96 využíván jako radnice), pocházejících z doby před rokem 1507 před požárem Plzně. V roce 1599 byly oba doma stavebně propojeny a v rámci renesanční přestavby byl pak celý objekt prodloužen směrem do dvora. V 17. století byl vlastníkem domu významný plzeňský měšťan, konšel a rychtář Daniel Kašpárek z Palatýnu. V roce 1804 (1802) byl dům přestavěn stavitelem Šimonem Michalem Schellem na jeden z prvních činžovních domů (úplně prvním činžovním domem) ve městě. Dům byl atraktivním místem k ubytování a ubytoval se zda například budoucí císař František I. nebo doprovod ruského cara Alexandra I. V roce 1899 pak proběhla další významná přestavba pod vedením Františka Kotka: dům získal novorenesanční fasádu a bylo přistavěno mansardové patro.
V roce 1991 byl dům Ministerstvem kultury České republiky prohlášen za kulturní památku ČR.

## Architektura
Pětipodlažní dům je štítově orientován směrem do náměstí. Střed fasády je zdůrazněn rizalitem, sahajícím přes čtyři okenní osy. V přízemí jsou uprostřed umístěny dva bosované vstupní portály (z přestavby v roce 1804). Ve sklepích a přízemí je dochováno středověké zdivo, část kleneb v přízemí je renesančních. V zadní části parcely jsou dochovány zbytky městských hradeb.